# شارع فلسطين (باريس)
شارع فلسطين (بالفرنسية: Rue de Palestine)‏ هو أحد شوارع باريس في فرنسا، ويقع في الدائرة التاسعة عشرة في باريس ضمن حي أمريكا [الفرنسية].

## التسمية
تمت تسمية هذا الشارع أو الفضاء العمومي نسبة إلى فلسطين.

## الوصف
ينطلق شارع فلسطين ابتداء من عنوان "139، شارع بالفيل [الفرنسية]" لينتهي في عنوان "26، شارع المنفردين [الفرنسية]".
ويتقاطع أثناء ذلك مع "شارع فيسار [الفرنسية]".
ويبلغ طوله 165 م (541 قدم) وعرضه 9 م (30 قدم)، ويتجه وفق خط مستقيم من الجنوب إلى الشمال.

## التدشين
تم تدشين شارع فلسطين وتسميته بتاريخ 3 سبتمبر 1869م.

## التصنيف
تم تصنيف هذا مسافة 40 مترا من هذا الشارع بتاريخ 14 ديسمبر 1874م ابتداء من شارع المنفردين [الفرنسية].

## مكتبة الصور

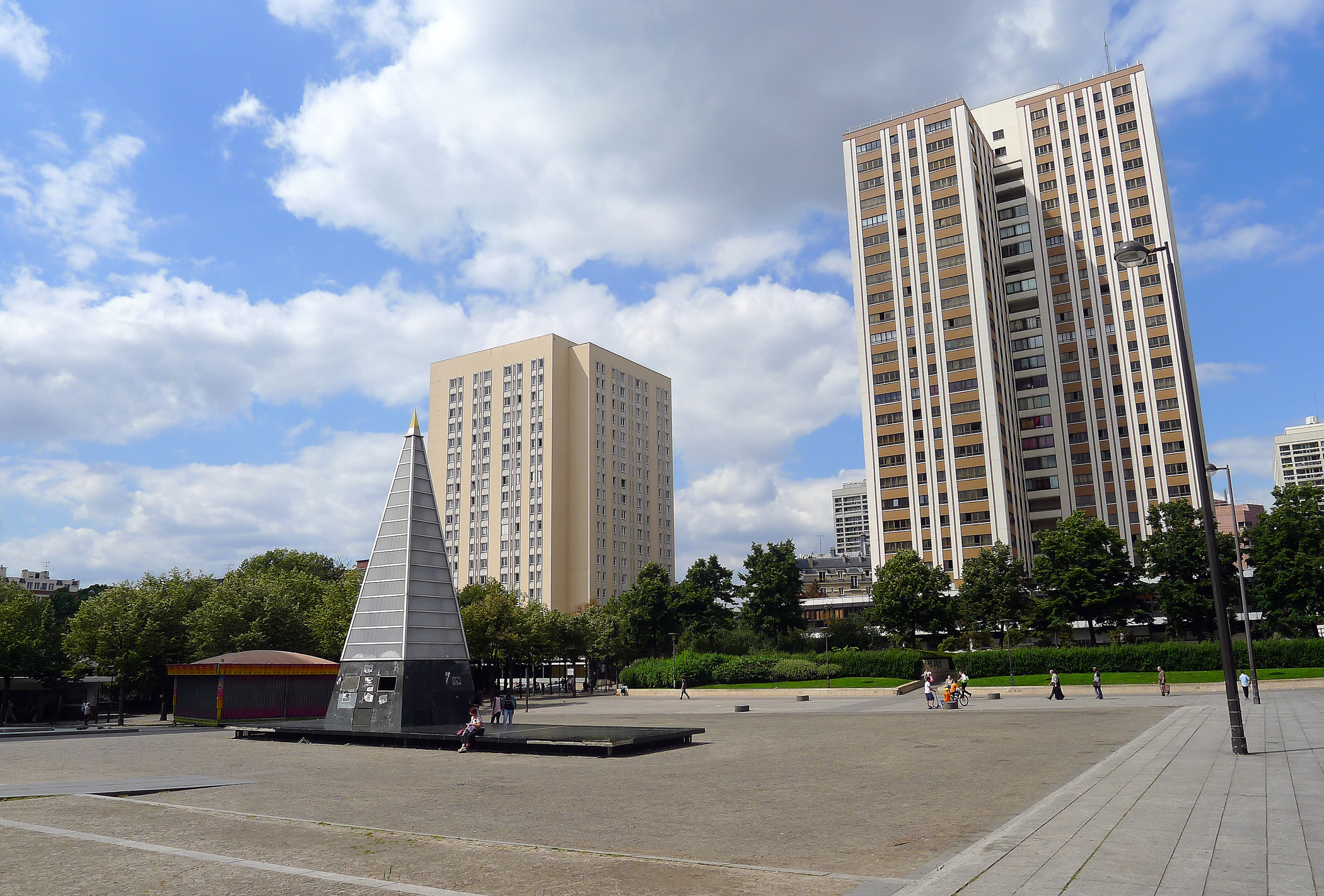
حي أمريكا [الفرنسية]
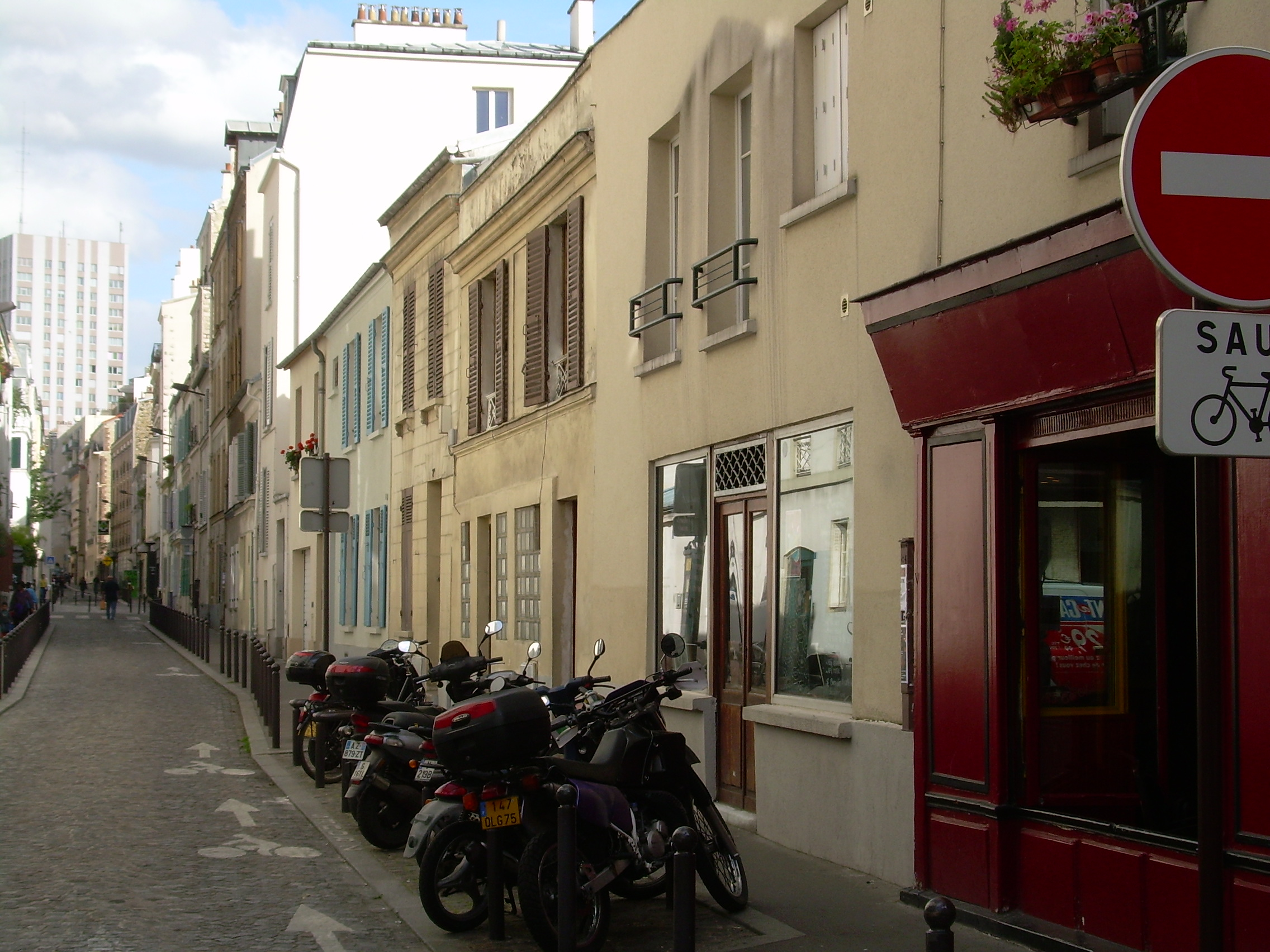
شارع المنفردين [الفرنسية]
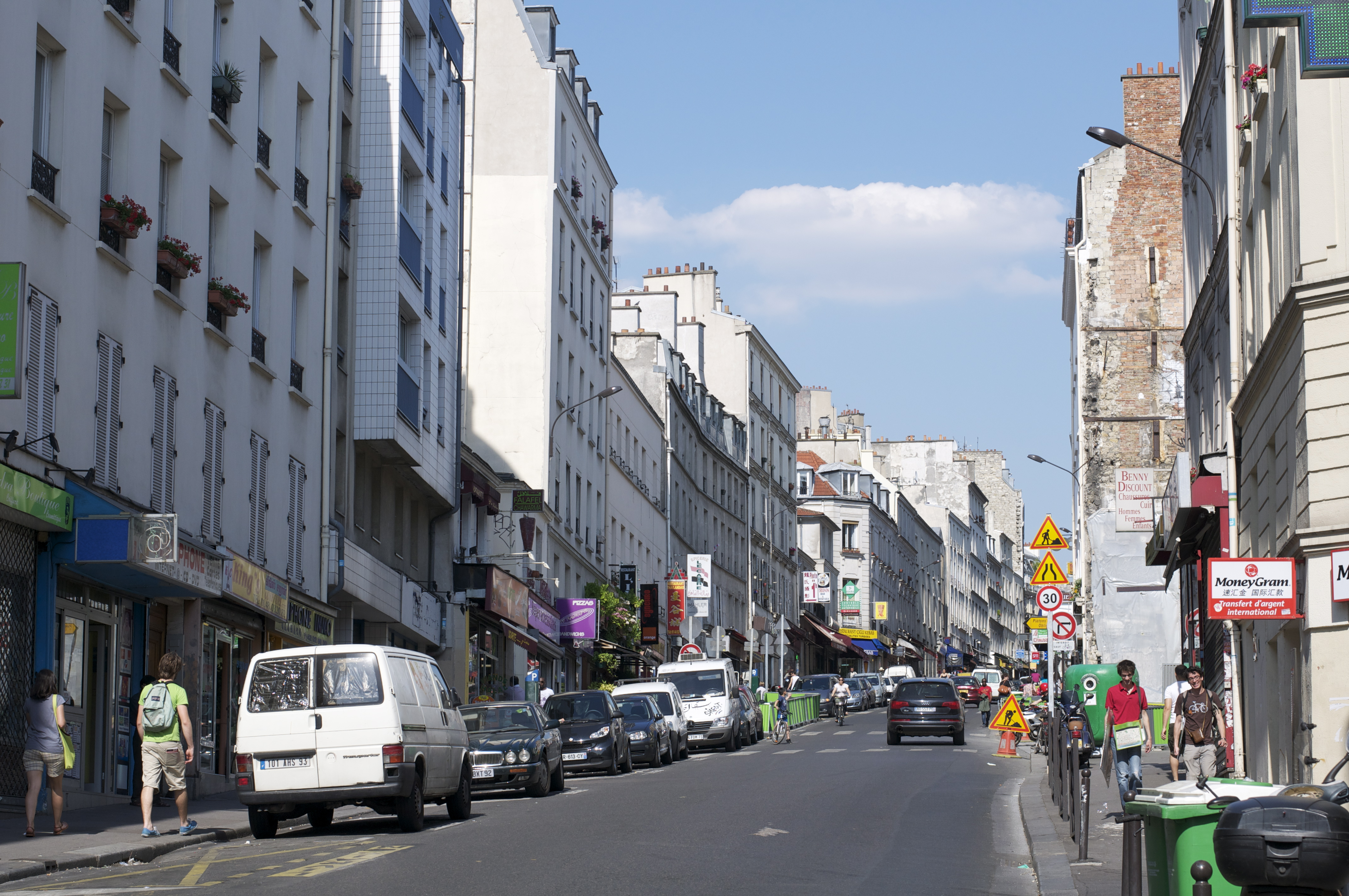
شارع بالفيل [الفرنسية]
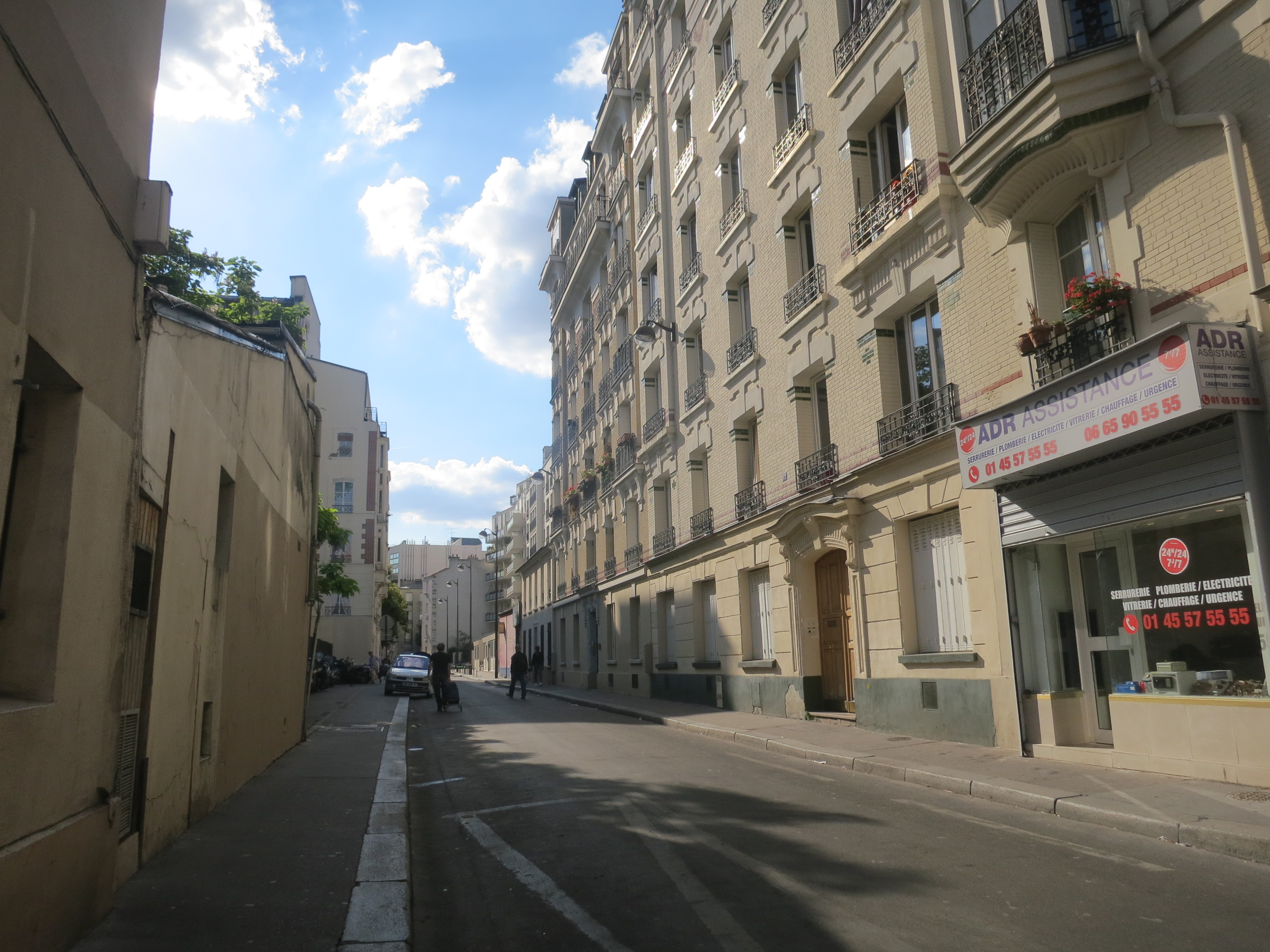
شارع فيسار [الفرنسية]
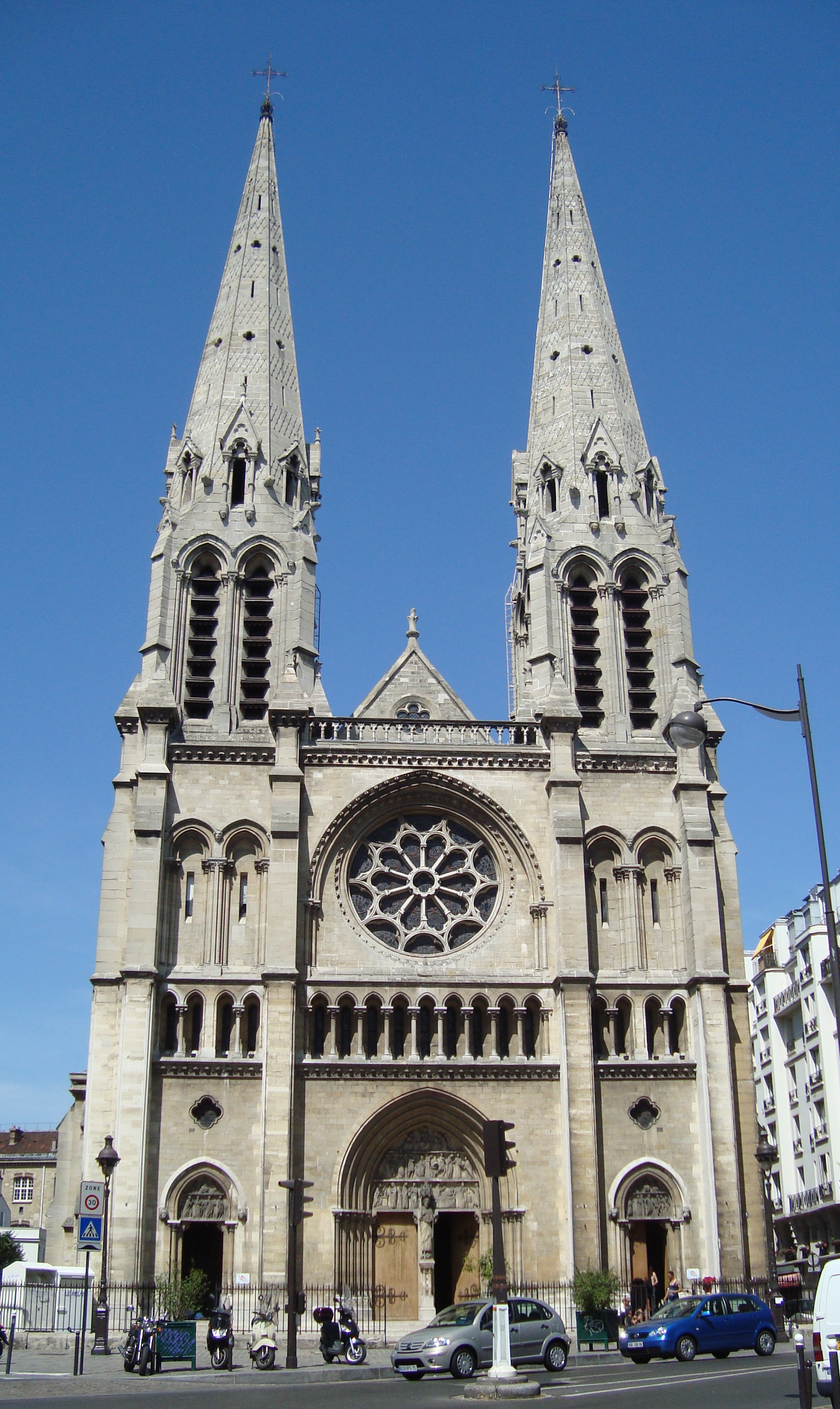
كنيسة بالفيل [الفرنسية]
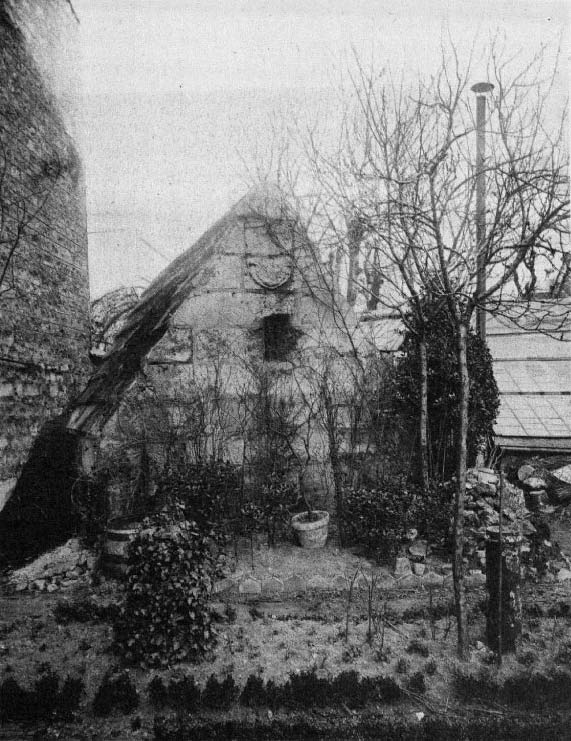
مطبق الفرن [الفرنسية]

### مواضيع ذات صلة
- قائمة ممرات الدائرة التاسعة عشرة في باريس [الفرنسية]
- فلسطين
- فيلا فلسطين
- جائزة فلسطين

### وصلات خارجية
- صورة فضائية بواسطة خرائط جوجل